# Sophie Charlotte Ducker
Sophie Charlotte Ducker (nacida von Klemperer; Berlín, 9 de abril de 1909-Melbourne, 20 de mayo de 2004) fue una botánica y taxónoma australiana nacida en Alemania.

## Biografía
Nació en Berlin. Estudió en el Cheltenham Ladies' College en Inglaterra. Empezó estudios de botánica en la Universidad de Ginebra y en la de Stuttgart. Detuvo sus estudios en 1931, al casarse con Johann Friedrich Ducker. 
La familia dejó Alemania tras el estallido de hostilidades y se mudaron a Teherán, Persia. En 1941, se vieron forzados a mudarse otra vez y se asentaron en Australia. Ducker comenzó a trabajar como asistente de investigaciones para la Dra. Ethel Irene McLennan de la Escuela de botánica en la Universidad de Melbourne. Completó un BSc en la Universidad en 1952. En 1957, fue profesora conferenciante en la universidad y, en 1961, profesora sénior. Se especializó en biología marina, especialmente algas. Se retiró en 1974; pero, continuó conduciendo estudios, conferencias y artículos. 
Después de jubilarse,  colaboró con el profesor Bruce Knox en la Universidad de Melbourne en polinización, particularmente de praderas marinas. Ducker recibió un DSc por la Universidad de Melbourne en 1978. También publicó biografías de pioneros botánicos australianos.
Falleció en Melbourne a la edad de 95.

## Premios y reconocimientos
En 1996,  recibió la Medalla Mueller australiana y neozelandesa para el Adelanto de Ciencia.